# 8994 Kashkashian
8994 Kashkashian este un asteroid din centura principală de asteroizi.

## Descriere
8994 Kashkashian este un asteroid din centura principală de asteroizi. A fost descoperit pe 6 noiembrie 1980 la Stația Anderson Mesa de Brian A. Skiff. El prezintă o orbită caracterizată de o semiaxă mare de 2,78 ua, o excentricitate de 0,23 și o înclinație de 8,2° în raport cu ecliptica.